# Nenásilí
Nenásilí je zásada, která odmítá násilí a snaží se ho překonat.
Princip nenásilí je součástí hinduistického, buddhistického a džinistického náboženství jako tzv. ahinsá, která představuje úctu ke všemu živému a ochranu všeho živého před fyzickým násilím.
Zásada byla úspěšně uplatněna Mahátmou Gándhím při osamostatňování Indie nebo například Martinem Lutherem Kingem při tažení za rovnoprávnost všech Američanů. Zásada nenásilí byla také součástí zásad formulovaných Václavem Havlem během sametové revoluce.
| „                    | Nenásilí je silná zbraň a je to zbraň. Ve skutečnosti je to v historii zbraň unikátní, která řeže bez zraňování a zušlechťuje člověka, který ji ovládá." | “ |
| — Martin Luther King | |   |

| „                | Nenásilný pasivní odpor funguje, pokud váš protivník dodržuje stejná pravidla jako vy. Narazí-li však pokojný protest na násilnou odpověď, jeho účinnost tím končí. Já jsem násilí nepovažoval za etický princip, ale čistě za strategii; v použití neúčinné zbraně nespočívá žádné morální dobro. | “ |
| — Nelson Mandela | |   |